# Walter Delle Karth
Walter Delle Karth (Innsbruck, 11 de agosto de 1946) es un deportista austríaco que compitió en bobsleigh en la modalidad cuádruple.
Ganó dos medallas en el Campeonato Mundial de Bobsleigh, plata en 1973 y bronce en 1974, y dos medallas de bronce en el Campeonato Europeo de Bobsleigh, en los años 1972 y 1982.

## Palmarés internacional
| Campeonato Mundial | Campeonato Mundial           | Campeonato Mundial | Campeonato Mundial |
| Año                | Lugar                        | Medalla            | Prueba             |
| ------------------ | ---------------------------- | ------------------ | ------------------ |
| 1973               | Lake Placid (Estados Unidos) | Medalla de plata   | Cuádruple          |
| 1974               | Sankt Moritz (Suiza)         | Medalla de bronce  | Cuádruple          |
| Campeonato Europeo |                              |                    |                    |
| Año                | Lugar                        | Medalla            | Prueba             |
| 1972               | Sankt Moritz (Suiza)         | Medalla de bronce  | Cuádruple          |
| 1982               | Cortina d'Ampezzo (Italia)   | Medalla de bronce  | Cuádruple          |